# 宗義功 (豬三郎)
宗義功（日语：／ Sō Yoshikatsu，1771年11月10日—1785年8月12日），幼名豬三郎（日语：／ Isaburō），日本江戶時代中期大名、對馬府中藩第11代藩主。
豬三郎是第10代藩主宗義暢的第四子，1778年（安永7年）父親死後繼承家督之位。按照慣例，歷代宗氏當主在繼位之後都要前往江戶謁見幕府將軍，但出於對朝鮮外交問題和交涉的考慮，幕府讓他留在對馬藩繼位，參勤交代被推遲。1785年（天明5年）他去世，時年15歲，無子。直至去世的時候，他依然未謁見將軍。
豬三郎的弟弟富壽作為替身繼任了家督。在官方場合上，豬三郎和富壽被認定為同一個人。豬三郎去世的時候尚未元服，因此沒有名乘。其替身富壽在元服後取名宗義功，因此在史料裏，豬三郎同樣被稱為「宗義功」。